# Acothrura fucizona
Acothura fucizona là một loài côn trùng thuộc chi Acothrura, họ Lophopidae. Loài này được Wang, Chou và Yuan mô tả khoa học năm 2000.